# 비짜루속
비짜루속 또는 아스파라거스속(Asparagus)은 비짜루과(아스파라거스과)에 속하는 속씨식물 속이다. 아스파라거스와 천문동, 비짜루, 방울비짜루, 노간주비짜루 등을 포함하여 최대 300여 종으로 이루어져 있다. 대부분 상록 여러해살이 식물이다.

## 일부 종
- 갯천문동 (A. brachyphyllus)
- 천문동 (A. cochinchinensis)
- 망적천문동 (A. dauricus)
- 아스파라거스 (A. officinalis)
- 방울비짜루 (A. oligoclonos)
- 노간주비짜루 (A. racemosus) - 이명 A. rigidulus
- 비짜루 (A. schoberioides)